# 莫雷諾角
莫雷諾角（英語：Point Moreno），是南極洲的海岬，位於南奧克尼群島的勞里島南岸，處於斯科舍灣，在1903年由蘇格蘭探險隊繪入地圖，現時由南極條約體系管理。